# Le Monocle rit jaune
Le Monocle rit jaune is een Franse film van Georges Lautner die werd uitgebracht in 1964.
Le Monocle rit jaune is het sluitstuk van de trilogie over de avonturen van de Franse geheim agent 'le Monocle'. De film werd voorafgegaan door Le Monocle noir (1961) en L'Oeil du Monocle (1962).

## Samenvatting
Overal worden atoomcentrales opgeschrikt door aanslagen waarbij personeel, vooral geleerden, en installaties voor atoomonderzoek worden getroffen.
Commandant Dromard van de Franse geheime dienst krijgt van zijn overste de Kolonel twee verdachten aangewezen: een zekere Bergourian en een vrouw. Hun spoor leidt hem en sergeant Poussin naar Hongkong. Wanneer Dromard van boord gaat wordt Bergourian vermoord, de vrouw blijft ongedeerd. 
Dromard komt te weten dat de aanslagen worden gepleegd door een sekte die atoomgevaar gewelddadig wil uitschakelen. Het volgende doelwit zou een Amerikaans atoomvliegdekschip zijn dat zal aanmeren in Hongkong.

## Rolverdeling
| Acteur          | Personage                                 |
| --------------- | ----------------------------------------- |
| Paul Meurisse   | commandant Théobald Dromard, 'le Monocle' |
| Marcel Dalio    | Elie Mayerfitsky                          |
| Olivier Despax  | Frédéric de la Pérouse                    |
| Edward Meeks    | majoor Edward Sidney                      |
| Henri Nassiet   | de Kolonel                                |
| Michel Duplaix  | de assistent van de kolonel               |
| Renée Saint-Cyr | mevrouw Hui                               |
| Robert Dalban   | sergeant Poussin                          |
| Barbara Steele  | Valérie                                   |
| Lino Ventura    | de speciale klant                         |